# Chrobacza Łąka (miejscowość)
Chrobacza Łąka – miejscowość typu schronisko turystyczne w Polsce, położona w województwie śląskim, w powiecie żywieckim, w gminie Czernichów.
Jedynym zabudowaniem tej miejscowości jest schronisko górskie (obecna nazwa to Dom Turystyczno-Rekolekcyjny „Chrobacza Łąka”) w pobliżu szczytu Chrobacza Łąka.